# Juan Pablo Varillas
Juan Pablo Varillas Patiño-Samudio (* 6. Oktober 1995 in Lima) ist ein peruanischer Tennisspieler.

## Karriere
Varillas begann seine Profikarriere auf der unterklassigen ITF Future Tour. Seine erste vollständige Saison spielte er 2014, wo er auch seinen ersten Doppeltitel auf der Future Tour gewinnen konnte. Ein Jahr später gab er sein Debüt für die peruanische Davis-Cup-Mannschaft, er verlor jedoch alle drei Einzel sowie das Doppel. In den Folgejahren konnte er sich nicht bedeutend in der Weltrangliste verbessern, erst 2017 gelang ihm im Einzel der Sprung unter die Top 500.
2018 gelangen ihm im Einzel erste Titelgewinne auf Future Level, womit eine weitere Verbesserung in der Weltrangliste einherging. Bei den Südamerikaspielen gewann er im Einzel die Bronzemedaille, im Doppel verlor er mit Jorge Panta das Finale gegen die ecuadorianische Paarung und holte die Silbermedaille.
Ein Jahr später trat er bei den Panamerikanischen Spielen in seinem Heimatland an. Im Einzel scheiterte er im Viertelfinale am späteren Finalisten Tomás Barrios Vera, im Doppel gewann er mit seinem Partner Sergio Galdós die Bronzemedaille. Im Oktober glückte Varillas innerhalb von zwei aufeinanderfolgenden Wochen der Sieg von zwei Turnieren auf der ATP Challenger Tour. Er gewann damit zwölf Spiele in Folge. Sein erster Titelgewinn in São Paulo war der erste Einzeltitel eines Peruaners seit Luis Horna, der 2008 in Lugano letztmals gewann. Nach seinem zweiten Titel in Santo Domingo erreichte er mit dem 161. Rang ein neues Karrierehoch.

## Erfolge
| Legende (Anzahl der Siege)  |
| Grand Slam                  |
| ATP World Tour Finals       |
| ATP World Tour Masters 1000 |
| ATP World Tour 500          |
| ATP World Tour 250          |
| ATP Challenger Tour (7)     |

### Einzel

#### Turniersiege
| Nr. | Datum             | Turnier               | Belag | Finalgegner           | Ergebnis       |
| --- | ----------------- | --------------------- | ----- | --------------------- | -------------- |
| 1.  | 6. Oktober 2019   | Campinas              | Sand  | Juan Pablo Ficovich   | 2:6, 7:64, 6:2 |
| 2.  | 13. Oktober 2019  | Santo Domingo         | Sand  | Federico Coria        | 6:3, 2:6, 6:2  |
| 3.  | 8. Mai 2021       | Biella                | Sand  | Guido Andreozzi       | 6:3, 6:1       |
| 4.  | 10. Oktober 2021  | Santiago de Chile (1) | Sand  | Sebastián Báez        | 6:4, 7:5       |
| 5.  | 20. November 2022 | São Leopoldo          | Sand  | Facundo Bagnis        | 7:65, 4:6, 6:4 |
| 6.  | 17. März 2024     | Santiago de Chile (2) | Sand  | Facundo Bagnis        | 6:3, 6:2       |
| 7.  | 19. Januar 2025   | Tigre                 | Sand  | Adolfo Daniel Vallejo | 6:4, 6:4       |

## Abschneiden bei Grand-Slam-Turnieren

### Einzel
| Turnier         | 2020 | 2021 | 2022 | 2023 | 2024 | 2025 | Karriere |
| --------------- | ---- | ---- | ---- | ---- | ---- | ---- | -------- |
| Australian Open | Q2   | —    | Q2   | 1    | 1    | Q1   | 1        |
| French Open     | Q1   | Q2   | 1    | AF   | Q1   |      | AF       |
| Wimbledon       |      | Q1   | Q1   | 1    | —    |      | 1        |
| US Open         | —    | Q1   | Q1   | 2    | Q1   |      | 2        |

Zeichenerklärung: S = Turniersieg; F, HF, VF, AF = Einzug ins Finale / Halbfinale / Viertelfinale / Achtelfinale; 1, 2, 3 = Ausscheiden in der 1. / 2. / 3. Hauptrunde; Q1, Q2, Q3 = Ausscheiden in der 1. / 2. / 3. Qualifikationsrunde; nicht ausgetragen